# Texmar United
Texas Market United – nieistniejący już belizeński klub piłkarski z siedzibą we wsi Mango Creek, w dystrykcie Stann Creek. Funkcjonował w latach 2006–2009. Domowe mecze rozgrywał w sąsiadującej wsi Independence, na obiekcie Michael Ashcroft Stadium.

## Osiągnięcia
- mistrzostwo Super League of Belize (2): 2007/2008, 2009
- wicemistrzostwo Super League of Belize (1): 2008/2009
- drugie miejsce superpucharu Belize (1): 2008

## Historia
Klub został założony w 2006 roku. Przez większość swojej historii nosił oficjalną nazwę Texas Market Boys FC, lecz w tekstach był określany niemal wyłącznie jako Tex Mar Boys lub Texmar Boys. Dopiero na ostatnie pół roku swojej działalności zmienił nazwę na Texmar United.
W sezonie 2006/2007 zespół wystąpił w rozgrywkach pucharu Belize o nazwie FFB Cup Knock-Out Tournament. Następnie przystąpił do najwyższej klasy rozgrywkowej, w której rozegrał sezon 2007 (doszedł do półfinału). Bezpośrednio po tym dołączył do alternatywnej, ogólnokrajowej ligi Super League of Belize, nieadministrowanej przez Belizeński Związek Piłki Nożnej. W kolejnych latach dwukrotnie wywalczył jej mistrzostwo (2007/2008, 2009) i raz wicemistrzostwo (2008/2009). W lipcu 2008 rozegrał mecz o superpuchar Belize o nazwie All Star Champions Football, lecz przegrał w nim z mistrzem Belize, zespołem Hankook Verdes (2:3), po dogrywce. Po zdobyciu drugiego mistrzostwa Super League klub zakończył działalność.
Klub występował w czarno-białych barwach.

## Trenerzy
- Hilberto Muschamp (2008–2009)[10][11]